# Річард Лонг
Річард Лонг (англ. Richard Julian Long) (2 червня 1945, Бристоль, Англія) — британський художник, авангардист, займається концептуальним мистецтвом, ленд-артом. 

## Біографія
Один з найвідоміших сучасних британських художників. Живе і працює у Бристолі. Навчався у Центральному коледжі мистецтва та дизайну імені Святого Мартіна у Лондоні.
Єдиний художник, який чотири рази був номінований на премію Тернера. Потрапляв до короткого списку у 1984, 1987 й 1988 роках і виграв нагороду у 1989 році за роботу «White Water Line». 
Творчість Річарда Лонга розширила ідею скульптури як складової концептуального мистецтва. Матеріалом для робіт художник зазвичай слугують земля, бруд, камені та інші матеріали, що знайдені у природному середовищі. На виставках роботи Лонга, як правило, демонструються з природніх матеріалів привнесених із природнього середовища або за допомогою документальних фотографій.
Його роботи постійно демонструються у різних музеях світу, зокрема, у Великій Британії, США, Швейцарії та Австралії.